# Zackie Achmat

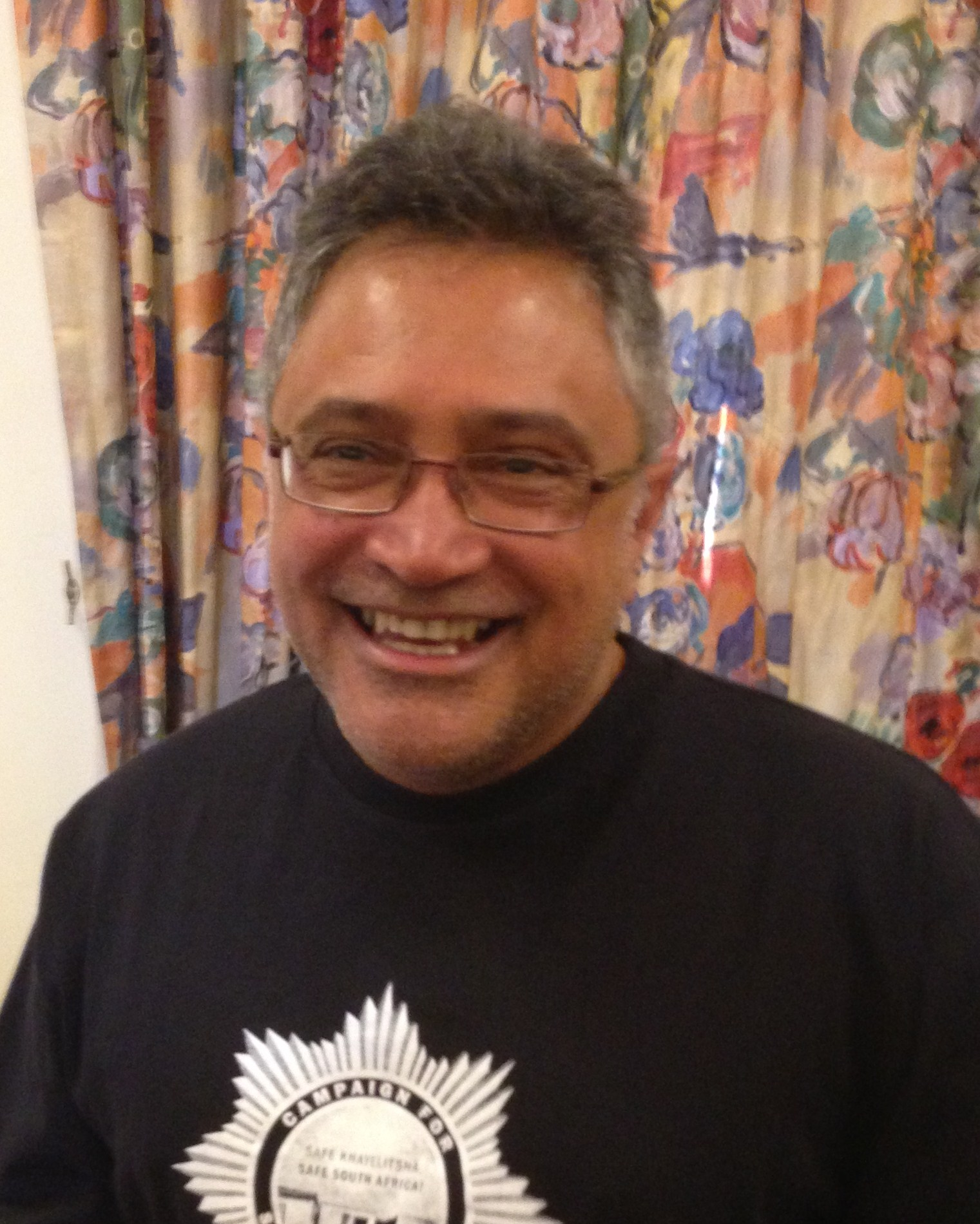
Zackie Achmat (2013)

Abdurrazack „Zackie“ Achmat (* 21. März 1962 in Vrededorp, Johannesburg) ist ein südafrikanischer Anti-Apartheid- und LGBT-Aktivist. Achmat ist Gründer der Treatment Action Campaign (TAC), die sich für Aidserkrankte einsetzt, und leitete die Organisation zwischen 1998 und 2008.

## Leben

### Erster politische Aktivismus und Haft
Achmat wurde am 21. März 1962 als Sohn einer kapmalaischen, muslimisch-konservativen Familie im Johannesburger Stadtteil Vrededorp geboren. Sein Vater, Suleiman Achmat, war ein Mitglied der South African Communist Party, seine Mutter, Mymoena Achmat, war als Gewerkschafterin der Garment Workers Union aktiv. Er wuchs bei seiner Mutter und seiner Tante im Vorort Salt River von Kapstadt auf.
Achmat verließ sein Elternhaus mit 14 Jahren und begann sich politisch zu betätigen, er nahm 1976 an den Schülerdemonstrationen in Soweto teil. 1977 verhaftete die Polizei Achmat, da er für die Brandstiftung seiner Schule, der Salt River High School, verantwortlich gewesen sein soll, um gegen die Apartheidspolitik zu demonstrieren. Anschließend verbrachte er die Zeit zwischen 1977 und 1980 im Gefängnis. In dieser Zeit belas sich Achmat mit den in Südafrika verbotenen Werken von Karl Marx und Leo Trotzki und unterstützte mit Schriften die Boykottaufrufe und -aktionen gegen Fattis & Monnis und Wilson Rowntree. Der in Südafrika verbotene ANC rekrutierte Achmat während dessen Haft.
Nach seiner Haftentlassung engagierte er sich vor allem im trotzkistisch-marxistischen Flügel des ANC („Marxist Workers Tendency“) sowie für Bildungskampagnen innerhalb des ANC. 1984 gründete Achmat gemeinsam mit Jack Lewis das Bellville Community Health Project. 1992 schloss Achmat ein Studium der englischen Literaturwissenschaften mit einem Bachelor of Arts Honor Degree an der University of the Western Cape ab.

### Engagement für LGTB-Rechte, Gründung von ABIGALE

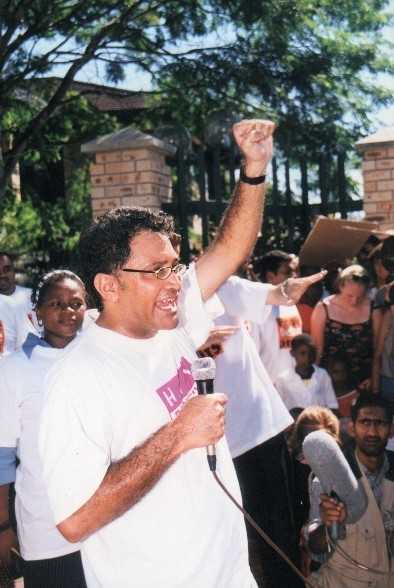
Achmat auf einer Demonstration 2006

1990 wurde bei Zackie Achmat der HI-Virus diagnostiziert. Als Folge dessen begann Achmat sich vor allem für die Rechte von Schwulen und Lesben sowie allgemein HIV-Infizierten bzw. Aids-Erkrankten in Südafrika zu engagieren.
Zusammen mit seiner Schwester Midi Achmat gründete er 1992 die Association of Bisexuals, Gays and Lesbians (ABIGALE) in Kapstadt. Die Vereinigung setzte sich vor allem für eine rechtliche Stärkung von Bisexuellen, Lesben und Schwulen ein, es gelang ihr in der 1993 verabschiedeten Übergangsverfassung Südafrikas das Recht auf Nicht-Diskriminierung aufgrund sexueller Orientierung einzubringen. 1994 gründete Achmat gemeinsam mit anderen Mitstreitenden die National Coalition for Gay and Lesbian Equality, mit dem Ziel, das zuvor in der provisorischen Verfassung erkämpfte Recht auf Nicht-Diskriminierung auch in der 1996 verabschiedeten Verfassung zu erhalten – was auch gelang.

### Gründung der Treatment Action Campaign (TAC)
Ende 1994 begann sich Achmat für das Aids Law Project zu betätigen, das zuvor von Edwin Cameron gegründet worden war. Die Initiative, die Achmat zwischenzeitlich auch leitete, setzte sich für eine Vergünstigung von Aids-Arzneimittelpreisen, um diese auch benachteiligten Bevölkerungsschichten zugänglich zu machen. Zusammen mit Cameron gründete Achmat im Dezember 1998 die Treatment Action Campaign, nachdem zuvor sein Mitstreiter Simon Tseko Nkoli an Aids gestorben war.
Unter Achmat, der die Treatment Action Campaign von 1998 bis 2008 leitete, gewann das Thema Aids, der Umgang mit HIV-positiven und der schwere Zugang zu Aids-Medikamenten an medialer Bedeutung. Die Initiative benutzte vorwiegend Mittel der medialen Aufmerksamkeit, die bereits zuvor in der Anti-Apartheid-Bewegung erfolgreich genutzt worden waren. Bekannt wurden unter anderem die T-Shirts der Initiative mit der Aufschrift „HIV POSITIVE“, mit denen gegen die Diskriminierung von HIV-Positiven gekämpft wurde. Ein weiterer, genutzter Weg war die Produktion und Verbreitung von Filmen zu dem Thema, unter anderem Patient Abuse (2001), It’s My Life (2001) und die Fernsehserie Siyayinqoba Beat It! (seit 1998).
Besonders zwischen 1998 und 2001 konzentrierte sich die Initiative auf den Zugang zu Aids-Medikamenten. Unter anderem organisierte sie unter Achmat eine globale Kampagne gegen die Pharmaceutical Manufacturer’s Association, die zuvor die Regierung Mandela mit dem Vorhaben rechtlichen Zugang zu günstigen Medikamenten verklagt hatte. Er selbst flog unter anderem nach Thailand, um massenweise die in Südafrika verbotenen Aids-Generika zu importieren. Achmat nutzte auch seine eigene Biografie als Kampagnenelement, indem der selbst HIV-Positive sich jahrelang weigerte, antivirale Mittel zu nehmen, solange nicht breite Bevölkerungsschichten Zugang zu diesen hätten.

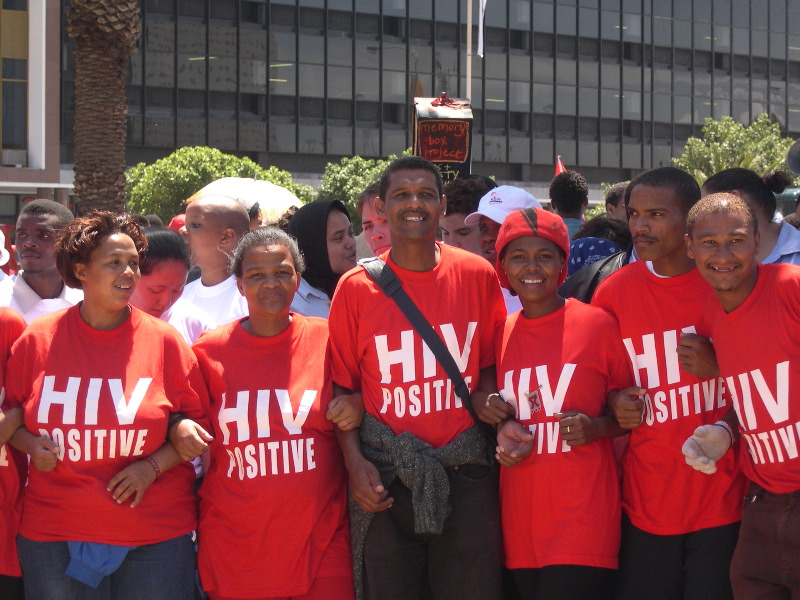
TAC-Aktion vor dem südafrikanischen Parlament (Februar 2003)

2003 engagierten sich Achmat und die Treatment Action Campaign gegen die südafrikanische Regierung unter Thabo Mbeki mit dem Ziel, einen allgemeinen, nationalen Plan für die Bekämpfung von AIDS/HIV zu verabschieden. Mbeki und die damaligen Gesundheitsministerin Manto Tshabalala-Msimang leugneten den Zusammenhang zwischen HIV und AIDS und empfahlen statt einer Behandlung mit Antiretroviraler Therapie den Verzehr von Obst und Gemüse (siehe auch AIDS-Leugnung).
2008 trat Zackie Achmat nach zehn Jahren als Leiter der Treatment Action Campaign zurück, blieb aber weiterhin in der Organisation aktiv. Sowohl die Treatment Action Campaign wie auch Zackie Achmat persönlich erhielten zahlreiche Ehrungen und Preise für das zivilgesellschaftliche Wirken. Zu nennen sind unter anderem der Homo Homini Preis (2001), der Desmond Tutu Leadership Award (2001), die Ernennung zu einem der Heroes of the Year des TIME-Magazins (2003) sowie der Nelson Mandela Award for Health and Human Rights (2003). 2003 nominierte das Quaker American Friends Service Committee Zackie Achmat und die Treatment Action Campaign für den Friedensnobelpreis. Auch akademische Würden wurden Achmat zuteil: Er erhielt 2002 einen Honorary Masters Degree der University of Cape Town, 2003 einen Honorary Doctor of Law Degree der University of Natal sowie 2005 ein Honorary Doctorate der University of the Western Cape.

### Rückzug und weiteres Engagement
Nach seinem Rückzug aus der Treatment Action Campaign gründete er unter anderem die Initiativen Social Justice Coalition (2008) und Equal Education (2008). Die Social Justice Coalition kämpft für die in der südafrikanischen Verfassung verbrieften Rechte für Arme und soziale Benachteiligte. 2009 gründete Achmat zusammen mit Gavin Silver das Centre for Law & Social Justice in Kapstadt, später umbenannt in Ndifuna Ukwazi („Trau dich zu wissen“).
2013 wurde Achmat zusammen mit anderen Aktivisten kurzzeitig verhaftet, nachdem er vor dem Cape Town Civic Centre gegen die hygienischen Bedingungen des Townships Khayelitsha protestiert hatte.

### Privat
Am 5. Januar 2008 heiratete Zackie Achmat seinen langjährigen Partner Dalli Weyers, die beiden trennten sich 2011 einvernehmlich.